# Polyester Skin
Polyester Skin er tredje soloalbum af den danske musiker Jacob Bellens. Det udkom i 2016 og modtog fem ud af seks stjerner i musikmagasinet GAFFA.

## Spor
1. "Tidal Wave"
2. "Ace of Spades"
3. "Untouchable"
4. "Back to You"
5. "In the Lunar Light"
6. "Polyester Skin"
7. "Behind the Barricades"
8. "Cought in a Kiss"
9. "Raining Parachutes"
10. "Keepers of the Faith"